# Timeless Departure
Timeless Departure är det svenska melodisk death metal-bandet Skyfires debutalbum, utgivet i mars 2001 på Hammerheart Records och i Japan på Nexus i juli samma år. Skivan producerades av Tommy Tägtgren, bror till Peter Tägtgren. Det är bandets enda skiva med trummisen Tobias Björk.
Den japanska versionen av albumet innehåller EP:n The Final Reach från 2000 som bonusspår.

## Låtlista
1. "Intro" (instrumental) – 2:06
2. "Fragments of Time" – 3:32
3. "The Universe Unveils" – 4:56
4. "Skyfire" – 3:52
5. "Timeless Departure" – 6:49
6. "Breed Through Me, Bleed for Me" – 5:09
7. "Dimensions Unseen" – 4:54
8. "By God Forsaken" – 4:58
9. "From Here to Death" – 5:32

Bonusspår på den japanska utgåvan
1. "The Final Story" (instrumental) (demo) – 1:33
2. "Skyfire" (demo) – 3:53
3. "By God Forsaken" (demo) – 4:55

## Medverkande
Musiker
- Henrik Wenngren – sång
- Martin Hanner – gitarr, keyboard
- Andreas Edlund – gitarr, keyboard
- Jonas Sjögren – basgitarr
- Tobias Björk – trummor

Produktion
- Tommy Tägtgren – producent, inspelningstekniker, mixning
- Berthus Westerhuys – mastering
- Chrille Andersson – layout, design